# Schaatsen op de Olympische Winterspelen 1984
Schaatsen is een van de sporten die beoefend werden tijdens de Olympische Winterspelen 1984 in Sarajevo, Joegoslavië. De wedstrijden vonden plaats op de onoverdekte kunstijsbaan Zetra Ice Rink.

## Heren

### 500 m
| Rang   | Sporter(s)         | Land | Tijd  | Verschil |
| ------ | ------------------ | ---- | ----- | -------- |
| Goud   | Sergej Fokitsjev   | URS  | 38,19 |          |
| Zilver | Yoshihiro Kitazawa | JPN  | 38,30 | + 0,11   |
| Brons  | Gaétan Boucher     | CAN  | 38,39 | + 0,20   |
| 4      | Dan Jansen         | USA  | 38,55 | + 0,36   |
| 5      | Nick Thometz       | USA  | 38,56 | + 0,37   |
| 6      | Vladimir Kozlov    | URS  | 38,57 | + 0,38   |
| 7      | Frode Rønning      | NOR  | 38,58 | + 0,39   |
| 8      | Uwe-Jens Mey       | GDR  | 38,65 | + 0,46   |
|        |                    |      |       |          |
| 13     | Hein Vergeer       | NED  | 38,94 | + 0,75   |
| 14     | Jan Ykema          | NED  | 39,03 | + 0,84   |
| 16     | Geert Kuiper       | NED  | 39,13 | + 0,94   |

### 1000 m
| Rang   | Sporter(s)           | Land | Tijd    | Verschil |
| ------ | -------------------- | ---- | ------- | -------- |
| Goud   | Gaétan Boucher       | CAN  | 1:15,80 |          |
| Zilver | Sergej Chlebnikov    | URS  | 1:16,63 | + 0,83   |
| Brons  | Kai Arne Engelstad   | NOR  | 1:16,75 | + 0,95   |
| 4      | Nick Thometz         | USA  | 1:16,85 | + 1,05   |
| 5      | André Hoffmann       | GDR  | 1:17,33 | + 1,53   |
| 6      | Viktor Sjasjerin     | URS  | 1:17,42 | + 1,62   |
| 7      | Hilbert van der Duim | NED  | 1:17,46 | + 1,66   |
| 7      | Andreas Dietel       | GDR  | 1:17,46 | + 1,66   |
|        |                      |      |         |          |
| 10     | Hein Vergeer         | NED  | 1:17,57 | + 1,77   |
| 20     | Jan Ykema            | NED  | 1:18,81 | + 3,01   |

### 1500 m
| Rang   | Sporter(s)           | Land | Tijd    | Verschil |
| ------ | -------------------- | ---- | ------- | -------- |
| Goud   | Gaétan Boucher       | CAN  | 1:58,36 |          |
| Zilver | Sergej Chlebnikov    | URS  | 1:58,83 | + 0,47   |
| Brons  | Oleg Bozjev          | URS  | 1:58,89 | + 0,53   |
| 4      | Hans van Helden      | FRA  | 1:59,39 | + 1,03   |
| 5      | Andreas Ehrig        | GDR  | 1:59,41 | + 1,05   |
| 6      | Andreas Dietel       | GDR  | 1:59,73 | + 1,37   |
| 7      | Hilbert van der Duim | NED  | 1:59,77 | + 1,41   |
| 8      | Viktor Sjasjerin     | URS  | 1:59,81 | + 1,45   |
|        |                      |      |         |          |
| 10     | Frits Schalij        | NED  | 2:00,14 | + 1,78   |
| 12     | Hein Vergeer         | NED  | 2:00,59 | + 2,23   |

### 5000 m
| Rang   | Sporter(s)           | Land | Tijd    | Verschil |
| ------ | -------------------- | ---- | ------- | -------- |
| Goud   | Tomas Gustafson      | SWE  | 7:12,28 |          |
| Zilver | Igor Malkov          | URS  | 7:12,30 | + 0,02   |
| Brons  | René Schöfisch       | GDR  | 7:17,49 | + 5,21   |
| 4      | Andreas Ehrig        | GDR  | 7:17,63 | + 5,35   |
| 5      | Oleg Bozjev          | URS  | 7:17,96 | + 5,68   |
| 6      | Pertti Niittylä      | FIN  | 7:17,97 | + 5,69   |
| 7      | Bjørn Nyland         | NOR  | 7:18,27 | + 5,99   |
| 8      | Werner Jäger         | AUT  | 7:18,61 | + 6,33   |
| 9      | Hilbert van der Duim | NED  | 7:19,39 | + 7,11   |
|        |                      |      |         |          |
| 14     | Robert Vunderink     | NED  | 7:25,19 | + 12,91  |
| 17     | Frits Schalij        | NED  | 7:28,17 | + 15,89  |

### 10.000 m
| Rang   | Sporter(s)           | Land | Tijd     | Verschil |
| ------ | -------------------- | ---- | -------- | -------- |
| Goud   | Igor Malkov          | URS  | 14:39,90 |          |
| Zilver | Tomas Gustafson      | SWE  | 14:39,95 | + 0,05   |
| Brons  | René Schöfisch       | GDR  | 14:46,91 | + 7,01   |
| 4      | Geir Karlstad        | NOR  | 14:52,40 | + 12,50  |
| 5      | Michael Hadschieff   | AUT  | 14:53,78 | + 13,88  |
| 6      | Dmitri Botsjkarjov   | URS  | 14:55,65 | + 15,75  |
| 7      | Michael Woods        | USA  | 14:57,30 | + 17,40  |
| 8      | Henry Nilsen         | NOR  | 14:57,81 | + 17,91  |
| 9      | Yep Kramer           | NED  | 14:59,89 | + 19,99  |
| 10     | Hilbert van der Duim | NED  | 15:01,24 | + 21,34  |
|        |                      |      |          |          |
| 17     | Robert Vunderink     | NED  | 15:14,45 | + 34,55  |

## Dames

### 500 m
| Rang   | Sporter(s)           | Land | Tijd    | Verschil |
| ------ | -------------------- | ---- | ------- | -------- |
| Goud   | Christa Rothenburger | GDR  | 41,02   | OR       |
| Zilver | Karin Enke           | GDR  | 41,28   | + 0,26   |
| Brons  | Natalja Sjive        | URS  | 41,50   | + 0,48   |
| 4      | Irina Koelesjova     | URS  | 41,70   | + 0,68   |
| 5      | Skadi Walter         | GDR  | 42,16   | + 1,14   |
| 6      | Natalja Petroeseva   | URS  | 42,19   | + 1,17   |
| 7      | Monika Holzner       | FRG  | 42,40   | + 1,38   |
| 8      | Bonnie Blair         | USA  | 42,53   | + 1,51   |
|        |                      |      |         |          |
| 27     | Thea Limbach         | NED  | 44,31   | + 3,29   |
| 30     | Ria Visser           | NED  | 45,05   | + 4,03   |
| 33     | Alie Boorsma         | NED  | 1:02,05 | + 21,03  |

### 1000 m
| Rang   | Sporter(s)           | Land | Tijd    | Verschil |
| ------ | -------------------- | ---- | ------- | -------- |
| Goud   | Karin Enke           | GDR  | 1:21,61 | OR       |
| Zilver | Andrea Schöne        | GDR  | 1:22,83 | + 1,22   |
| Brons  | Natalja Petroeseva   | URS  | 1:23,21 | + 1,60   |
| 4      | Valentina Lalenkova  | URS  | 1:23,68 | + 2,07   |
| 5      | Christa Rothenburger | GDR  | 1:23,98 | + 2,37   |
| 6      | Yvonne van Gennip    | NED  | 1:25,36 | + 3,75   |
| 7      | Erwina Rys-Ferens    | POL  | 1:25,81 | + 4,20   |
| 8      | Monika Holzner       | FRG  | 1:25,87 | + 4,26   |
|        |                      |      |         |          |
| 21     | Thea Limbach         | NED  | 1:28,12 | + 6,51   |
| 23     | Alie Boorsma         | NED  | 1:28,40 | + 6,79   |

### 1500 m
| Rang   | Sporter(s)          | Land | Tijd    | Verschil |
| ------ | ------------------- | ---- | ------- | -------- |
| Goud   | Karin Enke          | GDR  | 2:03,42 | WR       |
| Zilver | Andrea Schöne       | GDR  | 2:05,29 | + 1,87   |
| Brons  | Natalja Petroeseva  | URS  | 2:05,78 | + 2,36   |
| 4      | Gabi Schönbrunn     | GDR  | 2:07,69 | + 4,27   |
| 5      | Erwina Rys-Ferens   | POL  | 2:08,08 | + 4,66   |
| 6      | Valentina Lalenkova | URS  | 2:08,17 | + 4,75   |
| 7      | Natalja Artamonova  | URS  | 2:08,41 | + 4,99   |
| 8      | Bjørg Eva Jensen    | NOR  | 2:09,53 | + 6,11   |
| 9      | Thea Limbach        | NED  | 2:10,35 | + 6,93   |
|        |                     |      |         |          |
| 11     | Yvonne van Gennip   | NED  | 2:10,61 | + 7,19   |
| 13     | Ria Visser          | NED  | 2:11,06 | + 7,64   |

### 3000 m
| Rang   | Sporter(s)          | Land | Tijd    | Verschil |
| ------ | ------------------- | ---- | ------- | -------- |
| Goud   | Andrea Schöne       | GDR  | 4:24,79 | OR       |
| Zilver | Karin Enke          | GDR  | 4:26,33 | + 1,54   |
| Brons  | Gabi Schönbrunn     | GDR  | 4:33,13 | + 8,34   |
| 4      | Olga Plesjkova      | URS  | 4:34,42 | + 9,63   |
| 5      | Yvonne van Gennip   | NED  | 4:34,80 | + 10,01  |
| 6      | Mary Docter         | USA  | 4:36,25 | + 11,46  |
| 7      | Bjørg Eva Jensen    | NOR  | 4:36,28 | + 11,49  |
| 8      | Valentina Lalenkova | URS  | 4:37,36 | + 12,79  |
|        |                     |      |         |          |
| 13     | Thea Limbach        | NED  | 4:42,84 | + 18,05  |
| 25     | Ria Visser          | NED  | 5:14,80 | + 50,01  |

## Medaillespiegel
| Plaats | Land        | NOC    | Goud | Zilver | Brons | Totaal |
| ------ | ----------- | ------ | ---- | ------ | ----- | ------ |
| 1      | DDR         | GDR    | 4    | 4      | 3     | 11     |
| 2      | Sovjet-Unie | URS    | 2    | 3      | 4     | 9      |
| 3      | Canada      | CAN    | 2    | 0      | 1     | 3      |
| 4      | Zweden      | SWE    | 1    | 1      | 0     | 2      |
| 5      | Japan       | JPN    | 0    | 1      | 0     | 1      |
| 6      | Noorwegen   | NOR    | 0    | 0      | 1     | 1      |
| Totaal | Totaal      | Totaal | 9    | 9      | 9     | 27     |

Chamonix 1924 · 
St. Moritz 1928 · 
Lake Placid 1932 · 
Garmisch-Partenkirchen 1936 · 
St. Moritz 1948 · 
Oslo 1952 · 
Cortina d'Ampezzo 1956 · 
Squaw Valley 1960 · 
Innsbruck 1964 · 
Grenoble 1968 · 
Sapporo 1972 · 
Innsbruck 1976 · 
Lake Placid 1980 · 
Sarajevo 1984 · 
Calgary 1988 · 
Albertville 1992 · 
Lillehammer 1994 · 
Nagano 1998 · 
Salt Lake City 2002 · 
Turijn 2006 · 
Vancouver 2010 · 
Sotsji 2014 · 
Pyeongchang 2018 · 
Peking 2022
Lijst van olympische medaillewinnaars
Alpineskiën · Biatlon · Bobsleeën · Kunstrijden · Langlaufen · Noordse combinatie · Rodelen · Schaatsen · Schansspringen · IJshockey